# Chris Thile
Christopher Scott « Chris » Thile , né le 20 février 1981 à Oceanside en Californie, est un mandoliniste américain. Il a participé à de nombreux projets musicaux, jouant notamment dans les groupes de bluegrass progressif Nickel Creek, Punch Brothers, et Goat Rodeo depuis 2007 avec notamment Yo-Yo Ma,.

## Discographie

### Solo
| Titre                                | Détails sur l'album | Détails sur l'album | Meilleures positions | Meilleures positions | Meilleures positions | Meilleures positions | Meilleures positions | Meilleures positions |
| Titre                                | Date de sortie      | Label               | US                   | US Grass             | US Country           | US Indie             | US Heat              | US Classic           |
| ------------------------------------ | ------------------- | ------------------- | -------------------- | -------------------- | -------------------- | -------------------- | -------------------- | -------------------- |
| Leading Off                          | 25 septembre 1994   | Sugar Hill Records  | —                    | —                    | —                    | —                    | —                    | —                    |
| Stealing Second                      | 18 mars 1997        | Sugar Hill Records  | —                    | —                    | —                    | —                    | —                    | —                    |
| Not All Who Wander Are Lost          | 9 octobre 2001      | Sugar Hill Records  | —                    | 13                   | —                    | —                    | —                    | —                    |
| Deceiver                             | 12 octobre 2004     | Sugar Hill Records  | —                    | 3                    | —                    | —                    | —                    | —                    |
| How to Grow a Woman from the Ground  | 12 septembre 2006   | Sugar Hill Records  | —                    | 2                    | 46                   | 27                   | 28                   | —                    |
| Bach: Sonatas and Partitas, Vol. 1   | 6 août 2013         | Nonesuch Records    | 72                   | —                    | —                    | —                    | —                    | 1                    |
| "—" indique l'absence de classement. |                     |                     |                      |                      |                      |                      |                      |                      |

### Collaborations
| Titre                                                                 | Détails sur l'album | Détails sur l'album | Meilleures positions | Meilleures positions | Meilleures positions | Meilleures positions | Meilleures positions |
| Titre                                                                 | Date de sortie      | Label               | US                   | US Grass             | US Country           | US Heat              | US Classic           |
| --------------------------------------------------------------------- | ------------------- | ------------------- | -------------------- | -------------------- | -------------------- | -------------------- | -------------------- |
| Into the Cauldron (avec Mike Marshall)                                | 13 mai 2003         | Sugar Hill Records  | —                    | 6                    | 71                   | —                    | —                    |
| Live: Duets (avec Mike Marshall)                                      | 24 janvier 2006     | Sugar Hill Records  | —                    | 6                    | —                    | —                    | —                    |
| Edgar Meyer and Chris Thile (avec Edgar Meyer)                        | 23 septembre 2008   | Nonesuch Records    | —                    | 3                    | —                    | —                    | —                    |
| Sleep with One Eye Open (avec Michael Daves)                          | 10 mai 2011         | Nonesuch Records    | —                    | 3                    | 34                   | 3                    | —                    |
| The Goat Rodeo Sessions (avec Yo-Yo Ma, Edgar Meyer et Stuart Duncan) | 24 octobre 2011     | Sony Masterworks    | 18                   | 1                    | —                    | —                    | 1                    |
| The Goat Rodeo Sessions: Live EP                                      | 7 février 2012      | Sony Masterworks    | —                    | 4                    | —                    | —                    | 8                    |
| Bass & Mandolin (avec Edgar Meyer)                                    | 9 septembre 2014    | Nonesuch Records    | —                    | 2                    | —                    | —                    | 2                    |
| Chris Thile & Brad Mehldau (avec Brad Mehldau)                        | 27 janvier 2017     | Nonesuch Records    | —                    | —                    | —                    | —                    | —                    |
| "—" indique l'absence de classement.                                  |                     |                     |                      |                      |                      |                      |                      |

### Nickel Creek
Voir Discographie de Nickel Creek

### Punch Brothers
Voir Discographie de Punch Brothers

### Mutual Admiration Society
- 2004 Mutual Admiration Society (Nickel Creek et Glen Phillips)